# Гламазди
Гламазди (до 2009 року — Гломазди) — село в Україні, у Козелецькій селищній громаді Чернігівського району Чернігівської області. Населення становить 480 осіб. До 2016 орган місцевого самоврядування — Берлозівська сільська рада.

## Історія
Перше поселення на території Гломазд з'явилося за 2 тис. років до Р. Х. В 1967 році український археолог С. С. Березанська виявила на західній околиці села на дюнах правобережної заплави р. Остер поселення племен мідної доби, якому вона дала назву «Гломазди-II». Таку назву було дано через те, що того ж року, але трохи раніше за на південь від села на мисі правобережної заплави р. Остер нею ж відкрито поселення ранньслов'янських племен (III—V ст. після Р. Х.), назване «Гломазди-I». Це поселення розміром 80×180 м більш детально дослідив в 1984 році чернігівський археолог О. В. Шекун.
Сучасна історія села розпочалася на початку XVII ст. Його назва пішла від прізвища засновника — остерського боярина Івана Гломазди, який згаданий у польських документах під 1602 роком. Прізвище Гломазда означає голомоза, тобто лиса людина. У ревізії 1630 та люстрації (переписі) 1636 років серед бояр Остерського замку записані Павло, Гордій, Остап, Влоко та Ясько Гломазди. А серед городових бояр Остра напередодні Хмельниччини був Семен Гломазда. У козацьких реєстрах 1649 року прізвище Гломазда відсутнє. Нема його і в «Ревизии для ведения» (переписі) 1666 р., куди були занесені дані про всіх жителів Гетьманщини, «опрочь казаков, шляхты и духовенства», оскільки ці категорії населення не платили податків. Тому можна припустити, що незважаючи на україно-польсьські та україно-московські воєнні перепетії, Гломаздам вдалося утримати не лише шляхетське становище, але й землеволодіння у нашому краї, не записавшись, як більшість тогочасної дрібної та середньої шляхти, до козацьких реєстрів. Згодом у XVIII ст. це прізвище зазнало зросійщеня і нащадки бояр стали носити звичне для нас сьогодні прізвище — Гламазда. 
Під час визвольної війни 1648—1657 рр. село отримало статус «войскового», а згодом майже усі ці землі заселили козацькі родини.
У XVIII ст. серед сільських господарів з'явилися Гломазди, але уже покозачені. За даними Рум'янцевського перепису 1766 року, у Гломаздах налічувалося 18 дворів, у яких проживали 94 жителі. З них у 11 дворах проживала 61 душа козаків, а у 7 дворах жили посполиті, які належали Козелецькому Свято-Георгієвському монастиреві. У 8 козацьких дворах жили представники родини Гломазд. Усі вказані у переписі чоловіки роду були уродженцями села. Ось їх імена: Іван (його мати походила з Одинців), Семен, знову Іван, 95-річний Федір, 72-річний Захар, Єремій, знову Федір та удова Гломаздина (володіла землею біля Липового озера). Це їх родове село, у котрому жили предки ще за дідів-прадідів. Тут спадкова земля давнього боярського роду Гломазд, адже у переписі чітко вказано, що Федір Гломазда народився у селі ще в 1671 р. У трьох інших козацьких дворах жили з сім'ями Григорій Зубенко, Андрій Шинкаренко та переселенець з Димерки Сизон Мирончук.
Під 1787 роком знаходимо запис, що у Гломаздах проживали 70 ревізьких (чоловічих) душ козаків на чолі з сотником Політанським. А за даними «Списку наявних у Малоросійській губернії селищ 1799—1801 років», у селі налічувалося 77 ревізьких душ, тобто загальна кількість населення була трохи більше 150 осіб.
Одним із сільських родів був старшинський рід Савенків. Засновником гломаздської його гілки став значковий товариш Київського полку Іван Савенко (1700-16.11.1785). Його син Петро Іванович Савенко (?-?) був у 1753—1764 роках київським полковим хорунжим.
Внук засновника роду Федір Петрович Савенко (1756-27.07.1839, Гломазди) розпочав службу в козацькому війську і на час ліквідації полкового устрою України (1781 р.) був значковим товаришем Київського полку. Після переходу до російської армії декілька років служив у чині корнета, отримав дворянське звання. Після виходу в 1790 році у відставку одружився з дочкою військового товариша Київського полку козельчанкою Марією Германівнівною Пасенко і до самої смерті жив у Гломаздах, хоча його молодші брати, теж відставні корнети, Василь і Степан жили у Козельці. Після смерті Ф. П. Савенка, 100 десятин землі і 13 душ кріпаків у Гломаздах стали власністю його сина -  відставного корнета Андрія Федоровича Савенка (1803—1869), дружина якого походила з роду Леонтовичів.
Упродовж XIX ст. село розбудовувалося, зростала кількість як дворів, так і населення. Ось статистичні дані за другу половину століття: 1858 р. — 29 дворів, 1880 р. — 52 двори, 260 мешканців, 283 голови худоби, 1892 р. — 55 дворів, 1897 р. — 49 дворів, 299 жителів. Церкви у селі не було, його жителі були приписані до приходу Козелецької Свято-Миколаївської церкви.
Під час земських виборів 1873 р., участь у голосуванні узяли й два мешканці Гломазд, які мали понад 10 десятин землі: козак Сидір Гломазда (12 десятин) та колишній казенний селянин Іван Грищенко (16 десятин).
Вигідне географічне розташування (поруч з Козельцем) навіть за відсутності соціальної інфраструктури сприяло розбудові села. В 1911 році у Гломаздах налічувалося 80 дворів, у яких проживали 349 жителів. За соціальним станом вони розділялися на дворян — 4 чол., козаків — 142 і селян — 203 чол.
З початком реалізації наприкінці 1920-х років сталінського плану «великого перелому села» голова Гломаздської сільради Великий та один з найавторитетніших і найосвіченіших жителів села козак Пенський почали проводити серед сільчан роз'яснювальну роботу, метою якої було не допустити створення у селі колгоспу. За це в 1930 році їх заарештовали з формулюванням, що вони «не тим духом дишуть, агітують проти колгоспів».
В 1931 році у селі таки створили колгосп «Розгорнутим фронтом», названого так на честь районної газети, перші номери якої побачили світ у лютому того ж року. Його першим головою став 30-річний Федір Васильович Даниленко. Після нього із середини 1930-х років і до війни головував Микола Іванович Борщ, а Ф. В. Даниленко працював на різних роботах.
Встановити точну кількість загиблих від голоду жителів Гломазд неможливо, оскільки дані органів РАЦСу за той період збереглися лише за жовтень 1932 року та січень, серпень, вересень і листопад 1933 року. Згідно них від голоду помер лише одноосібник Іван Федорович Гламазда (1892-23.10.1932). Дві особи у віці 60 і 70 років померли від старості. Причиною смерті трьох осіб в 1933 р. стали інфекційні хвороби. 23 січня від кору померла 4-річна дочка колгоспника Надія Петрівна Сироїжко, 11 серпня — від коклюшу 1-річна дочка секретаря партбюро однієї з частин РСЧА Олена Григорівна Грищенко, 27 вересня — від туберкульозу 27-річний одноосібник Федос Якович Луян. Завдяки записам в актових книгах, які збереглися, сьогодні відомо, що ще у першій половині листопада 1933 року Гломазди не були повністю колективізовані. У селі жили й працювали хлібороби-одноосібники.
З початком радянсько-німецької війни були мобілізовані 58 жителів Гломазд. 28 серпня 1941 року під час бомбардування села німецькою авіацією загинули мирні жителі Пріська Пилипівна і Ольга Кузьмівна Гламазди та Костянтин Данилович Тройченко. 11 вересня село окуповали німці. Сільські активісти Федір Васильович Даниленко з дружиною Меланією Миколаївною, Тетяна Іванівна Гламазда, Григорій Семенович Мороз і голова колгоспу М. І. Борщ подалися до Пилятинського лісу у партизанський загін Козелецького району. Проте чоловікам довго партизанити не довелося. Уже 19 вересня 1941 року німці схопили і розстріляли Ф. В. Даниленка. Через 10 днів така ж доля спіткала 43-річного Г. С. Мороза. А схопленого карателями 34-річного М. І. Борща 13 листопада 1941 року живцем закопали в землю. Через деякий час були схоплені і кинуті до козелецької в'язниці обидві жінки. Т. І. Гламазда і 39-річна М. М. Даниленко розстріляні 19 березня 1943 року під час «зачистки» карателями тюремних камер. Упродовж 1942—1943 рр. на підневільні роботи до Німеччини вивезено 16 молодих жителів села. 14 з них повернулися додому, а долі Лідії Павлівни Мариняко і Ольги Омелянівни Перепелиці невідомі до цього часу. Готуючи 1943 року оборонну лінію навколо Козельця, німці спалили у Гломаздах 15 хат.
Боїв на території села не було. При наступі на Козелець 20 вересня 1943 року тут загинули 5 радянських воїнів, яких поховали на околиці села. Сьогодні відоме ім'я лише одного з них — рядового Івана Андрійовича Любезнова. Жителями села на  могилі загиблих у 1957 році встановлено надгробок. Скрізь на могилах величні безіменні монументи, хоча ліпше було б установити імена загиблих воїнів, щоб ніхто не був забутий. Архіви 1943 року повинні бути. 
Майже відразу після повернення села на початку 1944 року радянськими каральними органами було безпідставно заарештовано і згодом засуджено 50-річного жителя Гломазд Івана Григоровича Кожу за те, що він до того часу не вступав у колгосп, а залишався одноосібником.
З фронтів війни не повернулися 42 жителі села.
Молодший лейтенант Микола Потапович Чечевиця (1922 р.н.) загинув 20 листопада 1942 року на другий день наступу під Сталінградом. Пилип Трохимович Семенець (1902 р.н.) і Василь Семенович Гламазда загинули у листопаді 1943 року при звільненні Житомирщини. Узагалі ж з роду Гламазд загинуло найбільше в селі — 7 чоловік. Василь Іванович Гламазда 28 січня 1944 року загинув у бою за м. Славута Хмельницької області, навіть не доживши до свого 18-річчя. Кузьма Федорович Кожедуб (1906 р.н.) 4 листопада 1943 р. поліг у бою за с. Сичівка Вишгородського району, а Іван Ларіонович Нагорний (1896 р.н.), загинув 8 лютого 1945 року на території Німеччини.
19 гломаздівців, тобто 45,24 % від загиблих жителів села, і сьогодні вважаються пропалими безвісти.
1950 року Гломаздський колгосп «Розгорнутим фронтом» разом з Сивушанським «Молодим будівельником» та Часнівським ім. Шевченка було приєднано до Берлозівської артілі «Перемога». Нове господарство взяло собі ім'я великого Кобзаря.
1958 року розпочалося примусове переселення ряду сіл Остерського міжріччя, викликане будівництвом військового полігону. До Гломазд переселилися частина родів Адаменків і Потебнів з с. Потебнева Гута, заклавши у селі нові родоводи.
12 червня 2020 року, відповідно до розпорядження Кабінету Міністрів України № 730-р «Про визначення адміністративних центрів та затвердження територій територіальних громад Чернігівської області», увійшло до складу Козелецької селищної громади.
19 липня 2020 року, в результаті адміністративно - територіальної реформи та ліквідації Козелецького району, село увійшло до складу Чернігівського району Чернігівської області.

## Населення

### Мова
Розподіл населення за рідною мовою за даними перепису 2001 року:
| Мова       | Кількість | Відсоток |
| ---------- | --------- | -------- |
| українська | 510       | 98.84%   |
| російська  | 6         | 1.16%    |
| Усього     | 516       | 100%     |